# Sundby Idrætspark
Sundby Idrætspark (eller Sundby IP) er et idrætsanlæg på over 150.000 m² (heraf godt 7.000 m² bygningsareal) beliggende på Amager, København, som drives og administreres af Fritid & Idræt enheden i Kultur- og Fritidsforvaltningen under Københavns Kommune. Idrætsanlægget er en del af Team Sundby og består af:
- 1 stk. kombineret fodbold- og atletikstadion
- 7 stk. fodboldbaner
- 1 stk. kunstgræsbane
- 8 stk. tennisbaner (5 grus og 3 kunststof)
- 2 stk. padelbaner
- 1 stk. kastegård til atletik
- 3 stk. idrætshaller

Endvidere er der en række omklædnings- og klubfaciliteter samt et motionslokale og et cafeteria (Sundby Idrætspark Cafeteria) i Sundby Hallen. Der er således mulighed for dyrkning af atletik, fodbold, badminton, basketball, floorball, indendørs fodbold, håndbold, trampolin, volleyball, gymnastik, tennis og Soft tennis.
Sundby Idrætsparks hovedindgang ligger på Englandsvej 61 i anlæggets nordvestlige del. Anlægget afgrænses af Englandsvej i vest, Irlandsvej i øst, Sundbyvestervej i syd og i nordsiden af en gangsti og Sundbyvester Park. Boldklubben Fremad Amager har deres klubhus i den sydvestlige del af anlægget sammen med Københavns Kommunes Idrætsfritidsklub Alhambra Park, mens Sundby Tennisklubs klubhus ligger nord for tennisbanerne. I det sydøstlige hjørne finder man Sundby Svømmebad og Højdevangens Skole.

## Anlæggets historie
I 1920'erne steg de københavnske idrætsforeningers medlemstal for alvor og således også behovet for idrætsanlæg i brokvarterne og byens periferi. Sundby Idrætspark åbnede sine porte på Englandsvej i september 1922, men stod først klar i 1924, og var det første større anlæg, som blev bygget udenfor de centrale anlæg ved Fælledparken på Østerbro . Anlægget blev oprindeligt lavet som nødhjælpsarbejde af Københavns Kommune og har i dets levetid undergået større forbedringer og udbygninger bl.a. i form af tribuner på stadion, bedre omklædningsforhold og efterhånden flere baner at spille på til både fodbold og tennis.
Den 20. juni 1943 under 2. verdenskrig blev Sundby Badmintonhal i Sundby Idrætspark saboteret af den danske modstandsbevægelse, da hallen blev anvendt af tyskerne. Seks dage forinden, den 14. juni havde der været et mislykket sabotageforsøg med ildspåsættelse .
Driften og administrationen af anlæggets arealer og bygninger blev tidligere varetaget af en brugerbestyrelse (BB) og den selvejende institution Københavns Idrætsanlæg (KI), men den 1. juli 2005 blev KI kommunaliseret og opgaven overgik derefter til Fritid & Idræt under Kultur- og Fritidsforvaltningen og den politiske ledelse til Kultur- og Fritidsudvalget under Københavns Kommune .
Grundet manglende investeringer og gennemgribende renoveringer generelt til vedligeholdelse af Københavns idrætsanlæg, fremstår Sundby Idrætspark i dag i delvist nedslidt tilstand . Der blev truffet en beslutning efter årtusindeskiftet, således at der løbende afsættes større beløb til genopretning af kommunens idrætsanlæg – inklusiv Sundby Idrætspark, som primært er øremærket renovering af idrætshallerne .

## Opvisningsbanen
Anlæggets opvisningsbane er et kombineret fodbold- og atletikstadion med lysanlæg, som er hjemmebane for fodboldklubberne Fremad Amager, Boldklubben 1908 og Sundby Boldklub. Stadion har fire indgange (tre hjørner og i midten af tribunen) til betalende tilskuere og man finder fire salgsboder placeret i stadions fire hjørner (i det ene hjørne står en pølsevogn).
Opvisningsbanen i Sundby Idrætspark blev indviet med en fodboldkamp mellem Boldklubben Fremad Amager og Boldklubben 1908, som Boldklubben 1908 vandt med cifrene 4-1. Fodboldklubberne rykkede efterfølgende ind i Sundby Idrætspark som lejere, hvor de siden har haft deres faste hjemmebane. Opvisningsbanens hovedtribune i den nuværende form blev færdigbygget i 1975 og indviet den 13. april samme år og rummer 2.000 overdækkede orangefarvede siddepladser (ingen klapsæder) . Anlægsudgifterne var 4,2 millioner kroner, som blev investeret af Københavns Kommune. I 1994 udførtes en mindre ombygning og forbedring af tilskuerforholdene til 300.000 kroner . Den modsatte langside (omtales som solsiden) og den vestlige ende har af lave trætribuner (opdelt i to mindre i vest) med fem trin . Samlet set har hele stadion kapacitet til godt 7.200 tilskuere. Tilskuerrekorden på stadion er på 8.391 tilskuere og stammer fra en nedrykningskamp i den daværende næstebedste række, 2. division, mellem Boldklubben Fremad Amager og Esbjerg fB i efteråret 1972 .
I august 2004 udvidedes fodboldbanen til 105 x 68 meter for at imødekomme Dansk Boldspil-Unions nye krav til fodboldstadions (banestørrelse: minimum 72 x 111 meter, lysanlæg, spillerbokse, sektionering på tilskuerpladserne samt ved ind-/udgange, højtalere og lydanlæg, mixed zone til presseinterviews samt skamler og veste), hvilket medførte en reduktion og modernisering af den gamle atletikbane af grus fra fire løbebaner rundt om stadion  til tre løbebaner af kunststof. Det påvirkede endvidere 100 meter løbebanen i nord med nu fem baner og reducerede således afstanden til fodboldbanen. I marts 2005 blev en ny stor moderne elektronisk resultattavle i otte farver taget i brug på stadion efter at den østlige gamle lave endetribune var blevet revet ned. Fremad Amager fik pengene til måltavlen efter en ansøgning til DBU's Hattrick-udvalg . I den vestlige ende benyttes dog stadig den gamle lystavle under afvikling af fodboldkampe. I 2018 blev stadionet renoveret og der blev anlagt en kunstgræs bane med varme i banen og installeret et 1000 lux lysanlæg.
To skulpturer er opstillet indenfor på stadion i den vestlige sektion. Den ene skulptur, på en sokkel af mursten, kaldet En fodboldspiller er udført af Carl Mogensen i 1903, altså før opførelsen af Sundby Idrætspark, og forestiller en nøgen mand i færd med at sparke til en fodbold af ældre type.

## Kunstgræsbanen
En ny tredje generations kunstgræsbane med seks lysanlæg syd for opvisningsbanen blev indviet i august 2004 som erstatning for områdets tidligere grusbane, som kunstgræsbanen blev bygget oven på. De samlede anlægsomkostninger med moderniseringen inklusiv etablering af kunstgræsbanen og andre stadionforbedringer i Sundby Idrætspark blev finansieret af Københavns Kommune og løb op i godt 8,0 millioner kroner (heraf omkring 5-6 millioner kroner til kunstgræsbanen). Kunstgræsbanen blev anlagt for at aflaste presset på græsbanerne og på indendørshallerne om vinteren samt give en mere driftssikker og højere udnyttelsesgrad årets igennem til gavn for fodboldklubberne.
Det nye kunstgræs er blevet godkendt af DBU til afvikling af turneringskampe foreløbigt i rækkerne under divisionerne. Boldklubben Olympias førstehold spiller således deres turneringskampe i serierne under Københavns Boldspil-Union på kunstgræsbanen, som ellers benyttes under træning af Fremad Amager og Boldklubben 1908 i vintermånederne. Der er plads til rundt regnet 1.000 tilskuere (ståpladser) rundt om fodboldbanen.

## Tennisbanerne
Sundby Idrætsparks tennis-anlæg inkluderer otte tennisbaner med lysanlæg, som i dag henholdsvis består af fem grus og 3 kunststof. Ved siden af parkeringspladsen og tennisbanerne eksisterer der desuden en indhegnet slåmur.
Sundby Idrætspark startede ud med to grusbaner i slutningen af 1930'erne, som de næste fyrre år voksede til fire baner. Tre af grusbanerne var imidlertid i dårlig forfatning, så Københavns Idrætsanlæg besluttede i 1977 at bygge tre kunststofbaner med tilhørende lysanlæg som erstatning for grusbanerne, som stod færdige i 1978. I 1996 blev anlægget udvidet med yderligere to nye grusbaner bag Sundby Idrætsparks hal 3, fodboldsbanerne og kunststofbanerne til henholdsvis fodbold og tennis.
Sundby Tennisklub benytter tennisbaner og har deres klubhus beliggende ved anlæggets hovedindgang, nord for tennisbanerne, som blev indviet i 1992. Klubhuset bestod tidligere af et halvtag til læ i forbindelse med regn.

## Idrætshallerne
Sundby Idrætspark består af tre sportshaller (Sundby Hal 1, 2 og 3), som samlet benævnes Sundby Hallen, og har mødelokaler tilknyttet. Idrætshallerne anvendes bl.a. til afvikling af træning og turneringskampe i sportsgrene såsom håndbold, basketball, badminton, indendørs tennis og stortrampolin. Hal 1 og 3 benyttes bl.a. af Sundby KFUM Badminton Club, som endvidere anvender Sundbyøsterhallen på Sundbyøster Idrætsanlæg på Amagerbrogade 189. Af andre klubber kan nævnes Idrætsforeningen Gullfoss, Amager Volleyball Klub, AK Thor, Christianshavns Idræts Klub, Hafnia Floorball Club og Københavns Trampolin Klub.
Den ældste hal stammer helt tilbage fra 1940, men Sundby Hal 3 er den nyeste hal og blev specielt bygget i 1990 til kombinationsanvendelse i de ovennævnte fire idrætsgrene og blev projekteret med bærende stålrammesystem og letvægtsisolerende stålpladepaneler i facader og gavle. Hallen erstattede en tidligere hal med et oppustelig pneumatisk cylindriskformet tag , som anvendtes en del rundt om i Danmark, hvis form baserede sig på opretholdelse af overtryk indvendig i bygningen.
Sundby Hal 2 fik i efteråret 2001 foretaget en beton- og vinduerenovering, grundet problemer med nedbrydningen af betonen og armeringen, til en samlet pris på 1,0 millioner kroner for projektet.

## Fodboldbanerne
Sundby Idrætspark huser udover opvisningsbanen yderligere syv 11-mandsfodboldbaner og to 7-mandsfodboldbaner beregnet til træning samt afvikling af turneringskampe for både senior- og ungdomshold i rækkerne under Dansk Boldspil-Union og lokalserierne under Københavns Boldspil-Union. Området med fodboldgræsbanerne udgør over halvdelen af anlæggets samlede grundareal. De nærliggende kommune- og privatskoler afvikler her endvidere en række af deres idrætsaktiviteter (gymnastiktimer) samt kampe i Ekstra Bladets skoleturnering.
I foråret 2007 påbegyndtes i den vestlige del af området opførslen af endnu en kunstgræsbane.

## Kastegården
Kastegården i Sundby Idrætspark, indhegnet af høje hække, anvendes primært til kastediscipliner i atletik. De synlige bevis på dette er en kunststofløbebane til spydkast og en større høj indhegning i det nordøstlige hjørne til bl.a. kuglestød og diskoskast.

## Ekstern henvisning
- http://sundbyidraetspark.kk.dk/ Sundby Idrætsparks hjemmeside.